# ネイバーズトロフィーチーム選手権
ネイバーズトロフィー選手権 （ねいばーずとろふぃーせんしゅけん）は、日本、韓国、台湾によって例年開催される、アマチュアゴルフ代表選手権である。

## 概要
旧来、日本、韓国、台湾のゴルフ協会は、それぞれのナショナルチームの選手強化ないし国際交流を目的として、2000年にいたるまで日韓、日台、韓台間でそれぞれ個別に親善大会を開催してきた。2001年に「隣近所」を意味する英語 neighborｓ を冠して「ネイバーズトロフィー選手権」と命名し、国際公式競技に位置付けて開催されることとなった。
毎年1回開催され、年度ごとに日韓台3つの国・地域が持ち回りで運営ホストを務める。